# Sector de Hombres Ilustres (Villa Alegre)
El Sector de Hombres Ilustres es un mausoleo ubicado en el cementerio parroquial de la comuna de Villa Alegre. Inaugurado en 1989, siendo declarado Monumento Nacional de Chile, en la categoría de monumento histórico, mediante el decreto supremo Nº 888, del 12 de septiembre del 2002. Allí descansan los restos mortales de quienes han sido declarados como Hijos Ilustres de la comuna. 

## Historia
La necrópolis parroquial en cual está emplazado este monumento, fue fundada como resultado de la política reformista de los gobiernos liberales de finales del siglo XIX, etapa en la que se fundan numerosos villorrios en la zona central de Chile, como respuesta al aumento del valor de la tierra, fenómeno experimentado desde el denominado Auge Cerealero, con la apertura a mercados internacionales. El que luego se redirigirá a la producción interna y especialización de las asciendas, una vez sucedida la Guerra del Pacífico.
La inauguración del Sector Hombre Ilustres del cementerio de Villa Alegre ocurre en 1989, con el objetivo de tener un espacio digno para trasladar los restos mortales del Sargento José Andrés Castillo Muñoz, veterano de la guerra del pacífico, nacido en Villa Alegre, integrante del regimiento de movilizados de Linares. De esta forma, en los años venideros se irán integrando al sepulcro otros destacados personajes de la zona al panteón, hasta completar los nueve que hoy lo componen, siendo este último el villalegrino e hijo ilustre de esta localidad, Felipe Camiroaga, sepultado en el lugar 22 años después de su construcción, en 2011.

## Arquitectura y entorno
La idea de agrupar en un Mausoleo a los hombres ilustres de una localidad, constituye un hecho único en su tipo en Chile. En lo relativo a su materialidad podemos decir que fue construido en base a piedra rosada de Pelequén, de la mano del artista villalegrino Luis Gutiérrez, asentado a un espacio acotado del cementerio, su estructura es más bien de estilo minimalista con amplia predominancia de líneas simples y de escasa altura. En cuanto a su entorno, podemos observar un cementerio con escasas construcciones en altura, algunos mausoleos y nichos destacan en su altura, predominando en su composición las tumbas a piso.

## Hitos y personajes ilustres
El Sector de hombres Ilustres del cementerio alberga en su interior un total de nueve personajes, que están ahí como un homenaje a lo relevantes que fueron para la historia de la comuna y el país, quienes son:
- José Andrés Castillo Muñoz, veterano de la Guerra del Pacífico, perteneciente al Regimiento Movilizado Linares, quien tuvo la oportunidad de entrar a Lima junto al General Baquedano.
- Malaquías Concha Ortiz, pensador, político y estadista.
- Mariano Latorre Court, Premio Nacional de Literatura.
- Manuel Salvador del Campo, primer Alcalde de la comuna.
- Serafín Gutiérrez Fernández, Alcalde de la comuna.
- Aida Maldonado, Esposa de don Serafín Gutiérrez.
- Manuel Rodríguez Arellano, primer Alcalde elegido democráticamente tras la Dictadura y cofundador del Cuerpo de Bomberos comunal.
- José María Camiroaga, abuelo del comunicador.
- Felipe Camiroaga, destacado comunicador e hijo ilustre de la localidad.

Sin duda el hito más importante desde el siglo XIX en torno a este sepulcro, es la llegada de las cenizas del comunicador Felipe Camiroaga, advenimiento gestionado por el historiador Jaime González Colville y su primo el ingeniero Cristian Iturrieta Colville. El suceso provocó gran expectación desde todo el país, siendo un evento muy difundido en los medios de comunicación de la época

## Galería de fotos

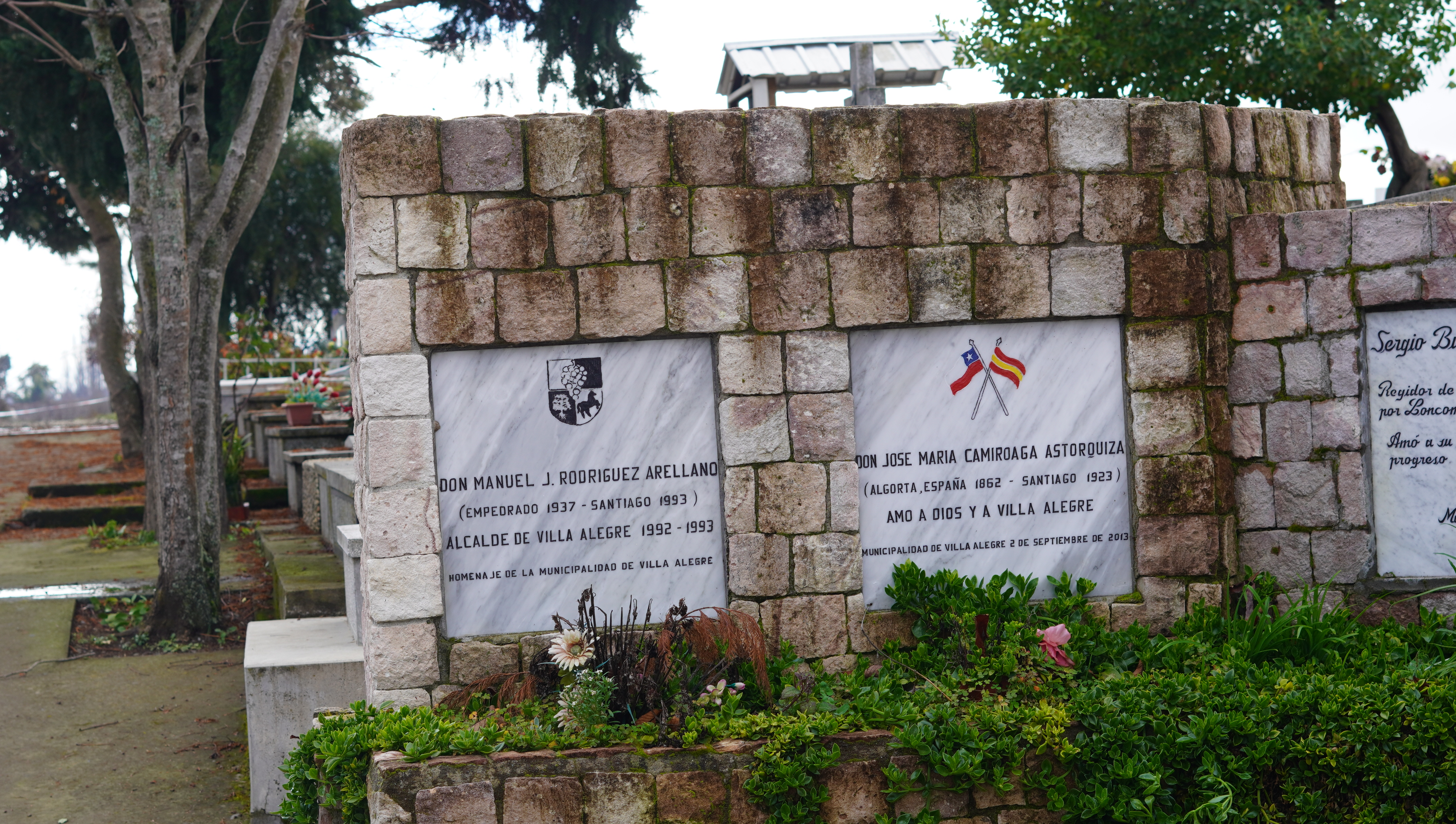
Tumba de ex alcalde de Villa Alegre, emplazada en la necrópolis de dicha ciudad.
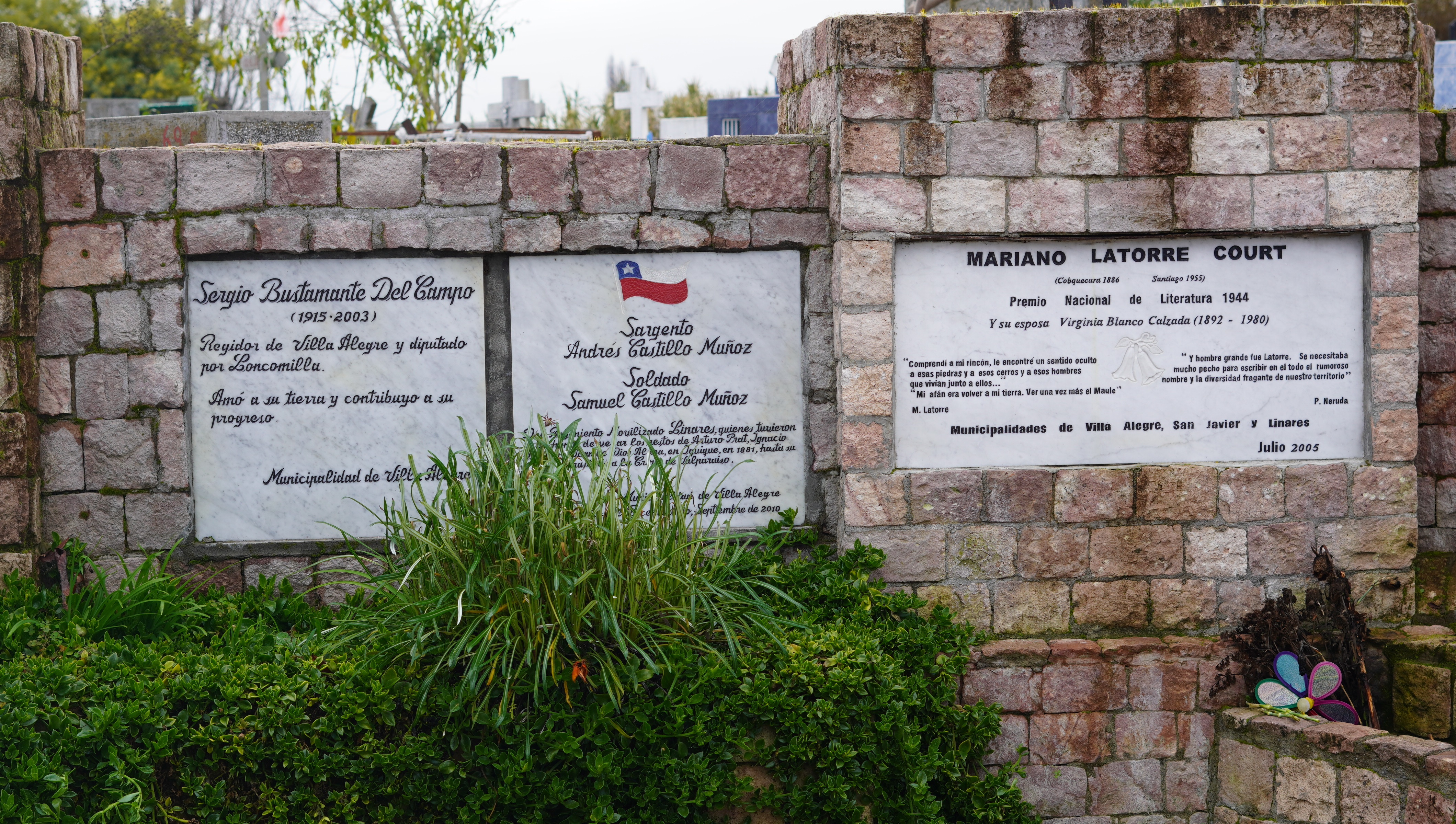
Tumba de Mariano Latorre Court, Premio Nacional de Literatura.
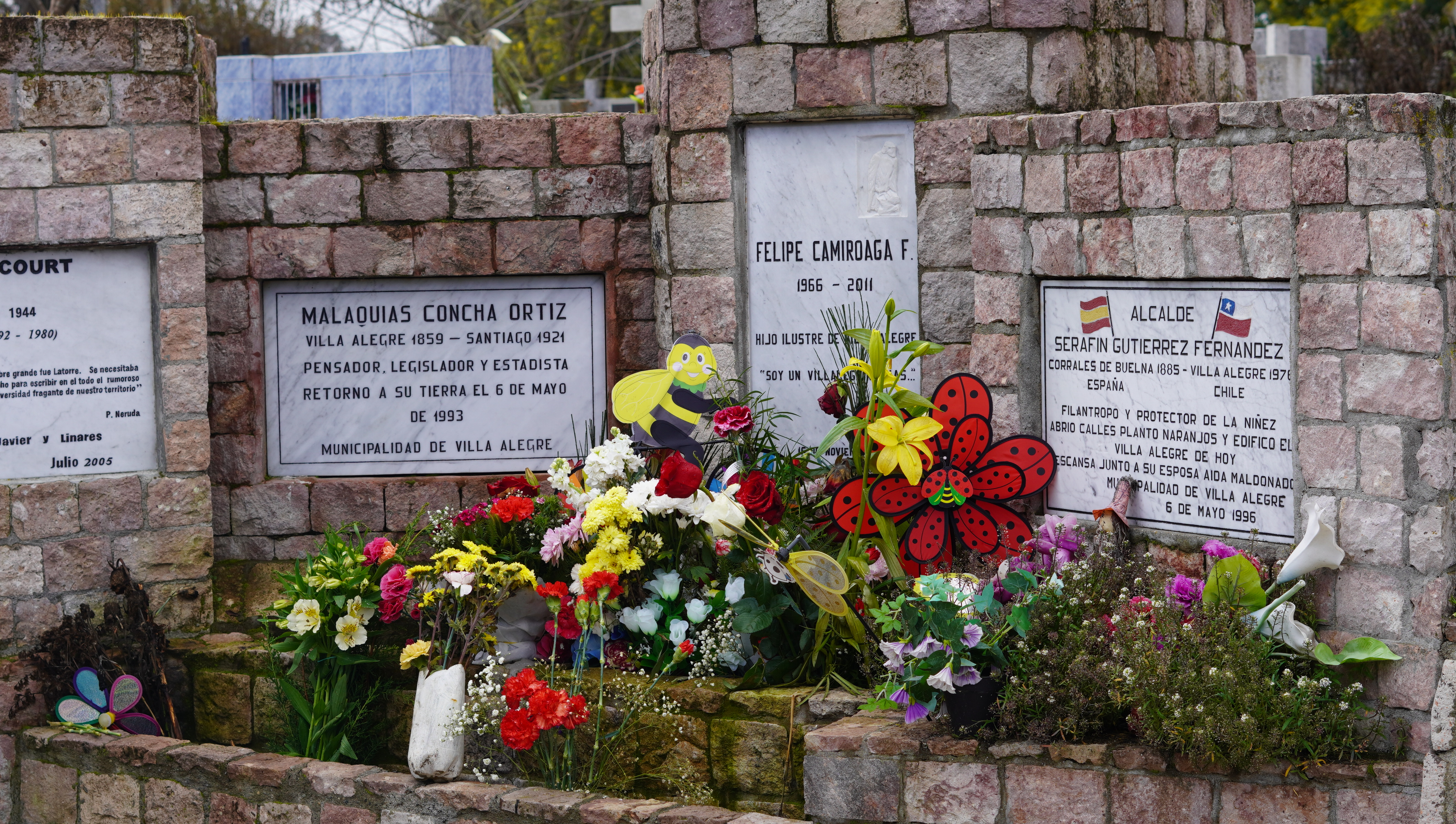
Tumba Felipe Camiroaga y Malaquias Concha cementerio de Villa Alegre.
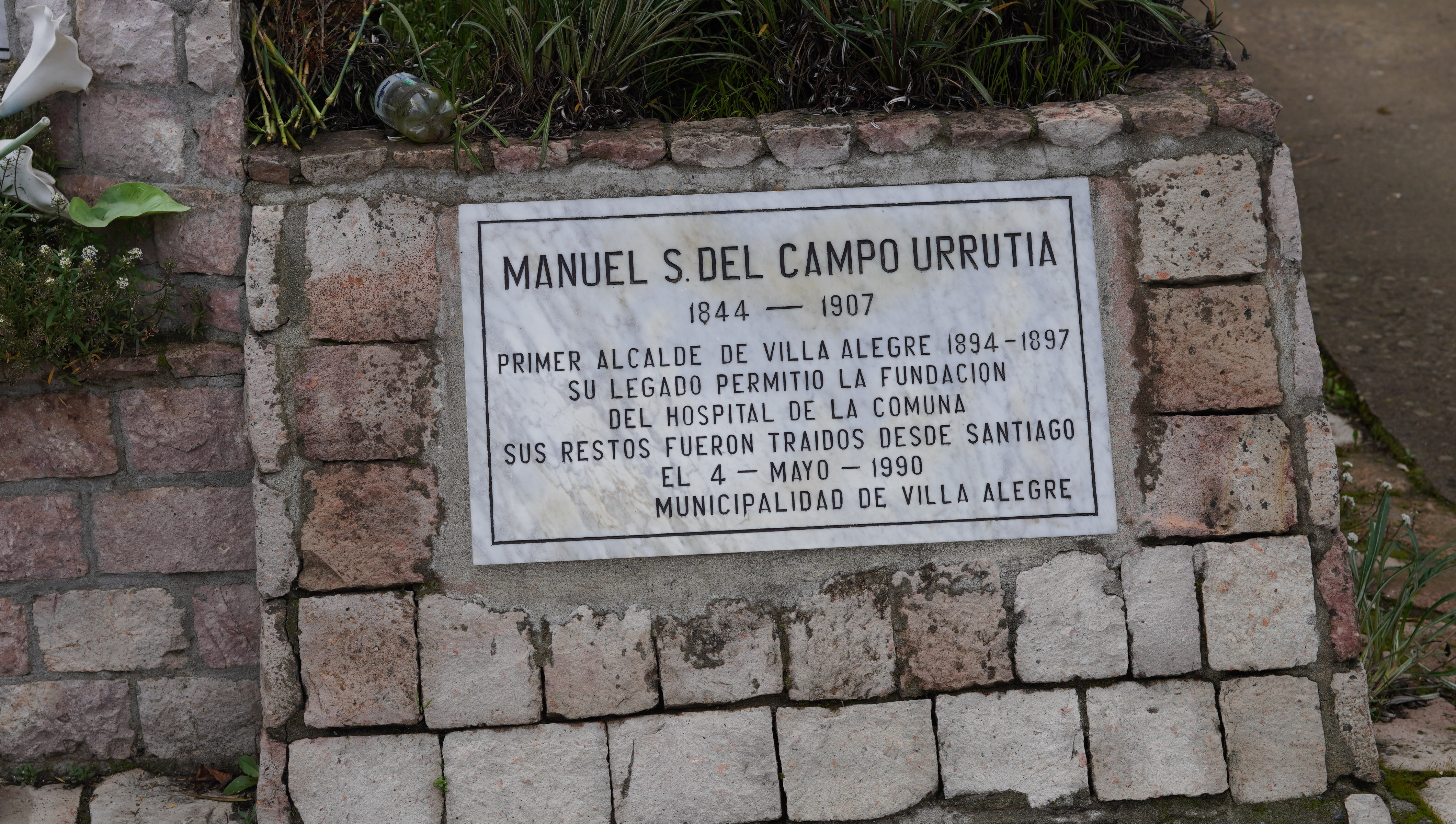
Tumba de Manuel Salvador del Campo, primer Alcalde de la comuna de Villa Alegre.
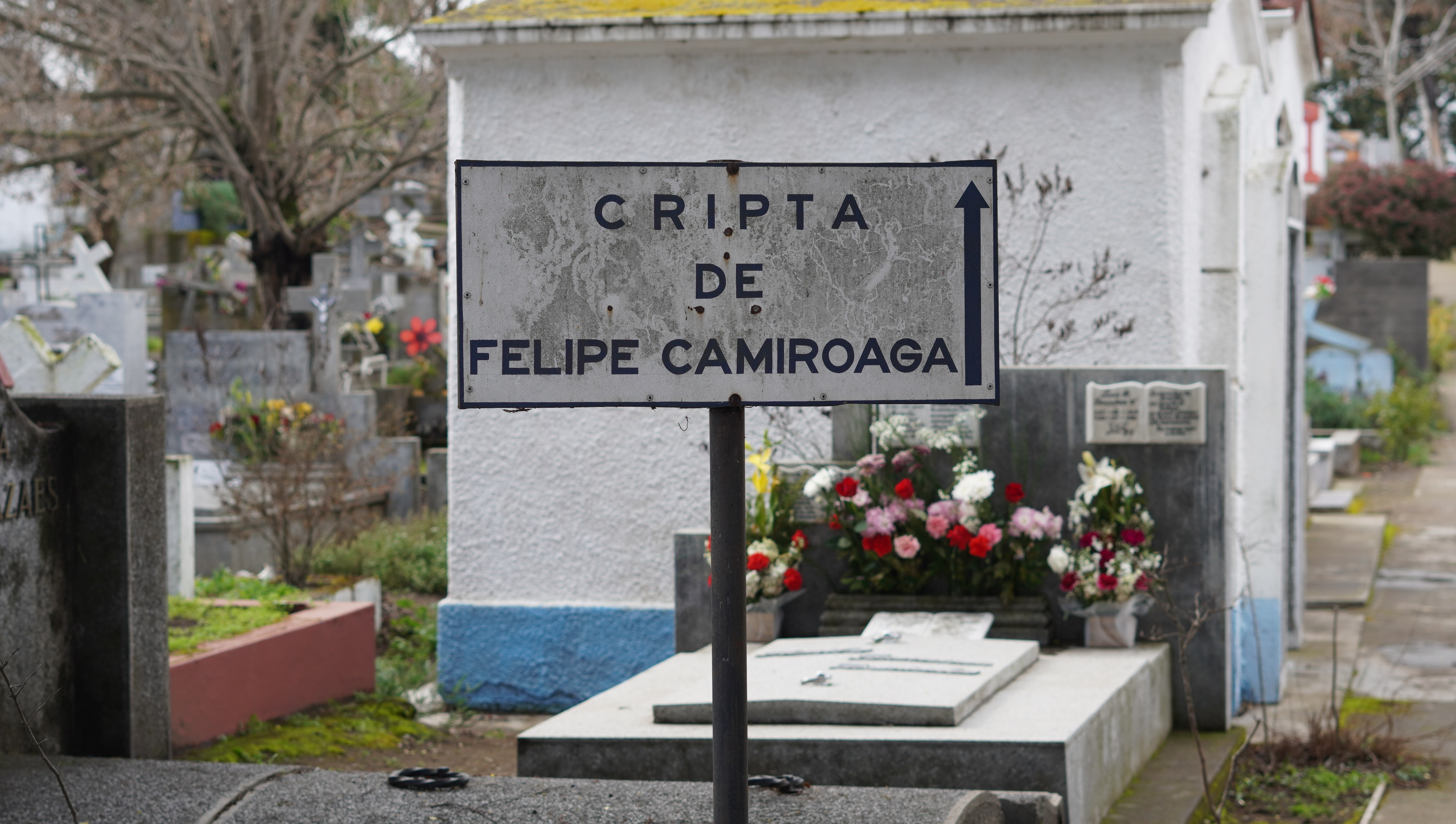
Cartel a tumba de Felipe Camiroaga, en Cementerio de Villa Alegre.